# Кордайское восстание
Кордайское восстание — крестьянское движение сопротивления насильственной коллективизации сельского хозяйства в 1931 в Кордайском районе (ныне Жамбылская область). Участвовало около 200 человек. Повстанцы расстреляли представителя райкома партии по сельскохозяйственным заготовкам З. Айтекова. После подавления восстания его руководители присоединились к крестьянам, которые скрывались в городе Ыргайты. Группы восставших несколько раз вступали в вооружённые столкновения с регулярными частями Красной Армии и коммунистическими отрядами. После активного наступления советских войск восставшие были взяты в плен, позднее подвергались репрессиям.